# Bom Jesus (Porto Alegre)
Pour les articles homonymes, voir Bom Jesus.

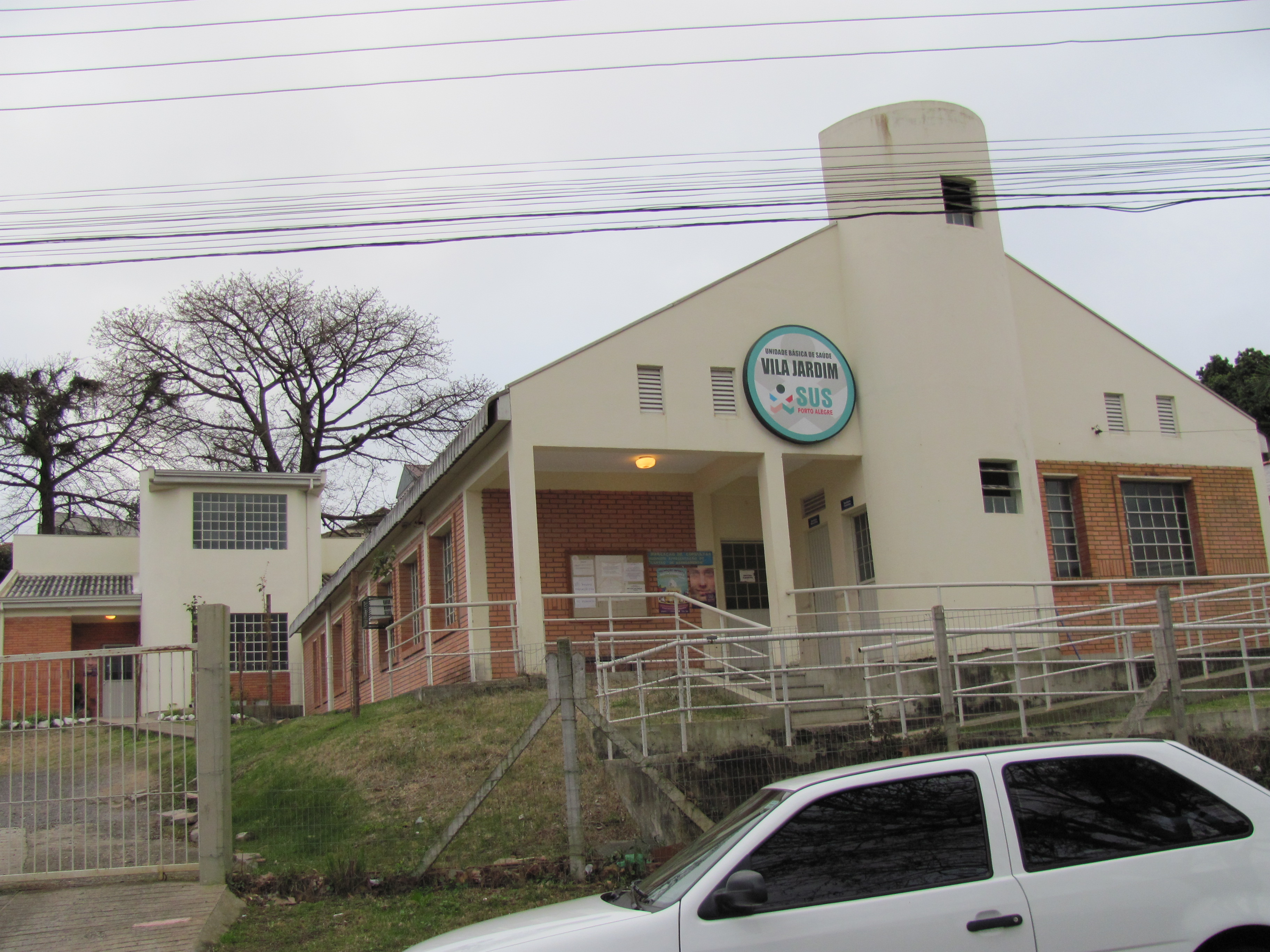
Maison de soins à Bom Jesus

Bom Jesus est un quartier de la ville de Porto Alegre, capitale de l'État du Rio Grande do Sul.
Il a été créé par la Loi 5799 du 15/12/86, avec ses limites modifiées par la Loi 6594 du 31/01/990.

## Données générales
- Population (2000) : 28.229 habitants[réf. nécessaire]
  - Hommes : 13.679
  - Femmes : 14.550
- Superficie : 179 ha
- Densité : 157,70 hab/ha

## Limites actuelles
De l'avenue Protásio Alves, de l'angle de la rue Professeur Cristiano Fischer, jusqu'à la rue Alá ; de cette dernière jusqu'à la rue José Madrid où elle tourne vers l'Ouest et continue jusqu'à la rue projetée par le Plan directeur no 2709, continuant ensuite jusqu'à le rue A-P Jardim Guanabara et, depuis celle-ci, jusqu'à la rue A-N Jardim Guanabara et à la rue Aldo Menotti Sirângelo ; ensuite, jusqu'à la rue projetée par le Plan directeur no 2717 et la rue Santa Isabel puis à la rue Professeur Abílio Azambuja et à la rue São Benedito ; ensuite, jusqu'à la rue Palestina et la rue Professeur Cristiano Fischer, jusqu'à retourner à l'avenue Protásio Alves.

## Localisation
Bom Jesus est situé dans la zone Est de Porto Alegre.

## Histoire
Manuel Ferreira Filho, héritier du Baron do Caí, reçut à la fin du XIXe siècle en héritage l'étendue de 1063 hectares qui est à l'origine du quartier. Son occupation effective fut tardive, la zone ne servant que de villégiature estivale. À sa mort, en 1918, la propriété fut partagée entre ses sœurs, et sa partie proche de la Route Caminho do Meio - actuelle avenue Protásio Alves - fut vendue à une compagnie immobilière qui divisa son acquisition et la lotit à la fin des années 1920. Plus tard, cette région de Porto Alegre fut connue sous le nom de Vila Bom Jesus.
De par son éloignement du Centre et par le manque d'infrastructures, les terrains purent être vendus à des prix accessibles à une population disposant de bas revenus et des immigrants venus des zones rurales de l'État. Cette carence d'infrastructures mobilisa l'organisation communautaire et, en 1953, les habitants de Vila Bom Jesus et de Chácara das Pedras fondèrent une organisation communautaire chargée de transmettre les revendications d'amélioration des conditions de vie à la Mairie.
Dans les années 1940 et 50, sont fondées dans la zone des institutions sportives et de loisirs telles que le Bonsucesso Atlético Clube, le plus ancien du quartier qui, durant des années, fut le siège de plusieurs évènements socio-culturels et sportifs pour les habitants, l'éphémère et étrange Club des Comilões, réservés aux seuls hommes et le Club Carnavalesco e Recreativo Estácio de Sá. En 1962 fut créée la Sociedade Recreativa Associação Copacabana, qui, jusqu'à aujourd'hui, perpétue ses activités de Carnaval dans le quartier, et est une des plus importantes écoles de samba de la municipalité.
Dans ce quartier, l'occupation de sa zone la plus basse - Grande Notre-Dame de Fátima - devint effective à partir des années 1960, mais la majorité des installations dans cet endroit se fit de manière illégale sur des lots sans commodités. Le regroupement des habitants en associations communautaires permit la résolution des problèmes les plus urgents et ce mouvement se renforça, dans les années 1980, avec l'augmentation de la population. Une des plus importantes conquêtes des luttes de ses habitants fut la réalisation dans le quartier du Poste de santé Bom Jesus, inauguré en janvier 1996.
La première délimitation du quartier fut officialisée le 7 décembre 1959 et Mato Sampaio devint un quartier séparé de Vila Bom Jesus, mais cette démarcation ne fut jamais appliquée. En 1986, l'administration municipale modifia la délimitation précédente en incorporant au territoire les vilas Sampaio, Brasília et Jardim do Salso, et renommant la zone en quartier Bom Jesus. Ce dernier tracé fut modifié en 1990, séparant Jardim do Salso et l'officialisant comme quartier.

## Aujourd'hui
C'est un quartier essentiellement résidentiel qui dispose de petits commerces et de services. son profil social et ethnique est assez hétérogène, ce qui se remarquer à travers la diversité religieuse et culturel de ses habitants. On peut aujourd'hui y distinguer deux zones : l'une pauvre et l'autre de moyennes classes moyennes et d'ouvriers.

## Note
1. ↑  Une vila est un quartier populaire ; c'est plus ou moins l'équivalent de la favela de Rio.